# Pakora
La pakora (in hindī पकोड़ा, pakoṛā; in urdu پکوڑا‎?, pakoṛā; in tamil பஜ்ஜி, bajji; in telugu పకోడీ, pakōḍī; in marathi भजी, bhajji) è un antipasto fritto ricoperto di pastella che ha origine nell'Asia meridionale.

## Preparazione
La pakora si cucina a partire da uno, o al massimo due, ingredienti vegetali, quali cipolla, melanzana, patata, spinaci, cavolfiore, pomodoro, peperoncino o, occasionalmente, pane o pollo. Questi ingredienti vengono poi immersi in una pastella di farina di ceci e fritti. Le varietà più popolari di questo piatto sono il palak pakora fatto con gli spinaci, il paneer pakora fatto con il paneer (un formaggio morbido), il pyaz pakora fatto con la cipolla, e l'aloo pakora fatto con le patate. Quando le cipolle vengono preparate in questo modo senza l'aggiunta di altri ingredienti, sono conosciute anche con il nome di cipolle bhujia o cipolle bhaji. Esiste una versione della pakora che si prepara con farina bianca, sale e, opzionali, piccoli pezzetti di patate e cipolle; questa varietà si chiama Noon Bariya (noon=sale, hindi: नूनबरिया) ed è tipica della parte orientale dell'Uttar Pradesh, regione dell'India.

## Diffusione
Solitamente la pakora viene servita come antipasto, o in alternativa come snack. Nel Regno Unito, in particolar modo in Scozia, la pakora è molto popolare come snack da fast food, e si trova nei ristoranti da asporto indiani e pakistani come alternativa alle patate fritte o al kebab.
In Sudafrica, nella comunità musulmana dei Cape Malay, la pakora è conosciuta con il nome di dhaltjies, e viene generalmente consumata come antipasto durante l'iftar (il pasto notturno durante il mese di digiuno del ramadan), oppure in occasioni particolari quali matrimoni e nascite.
Negli stati più meridionali dell'India, tale piatto è conosciuto come bajji piuttosto che come pakoda. Solitamente, il nome di una qualsiasi verdura utilizzata in questo tipo di snack viene seguita dalla parola bajji, che è un suffisso. In tali stati, per pakoda viene intesa una mistura di cipolle tagliate finemente, peperoncini verdi e spezie unite a farina di ceci. Tutta questa mistura viene poi arrotolata sotto forma di palline, oppure sparsa direttamente nell'olio caldo e fritta. Questo piatto di nome pakoda è molto croccante all'esterno, per poi passare ad uno stadio di media sofficità all'interno. In alcuni ristoranti è possibile trovare una sua variante, la Medhu Pakoda, che è soffice sia all'interno che all'esterno.
In Italia è stato introdotto per la prima volta da Nadim Baba, immigrato pakistano.

## Etimologia e pronuncia

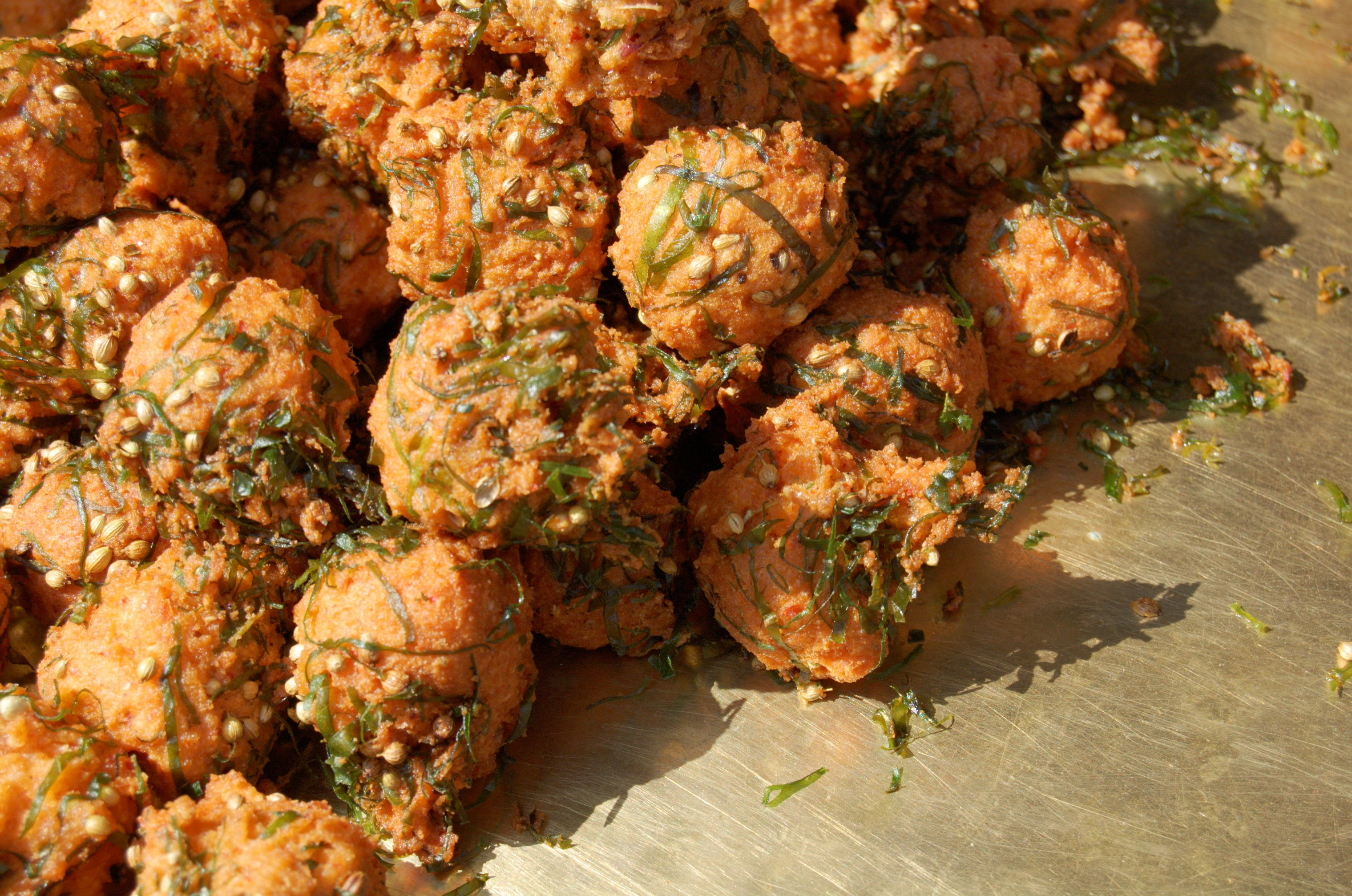
Pakora a Jaipur

La parola pakoṛā deriva dal sanscrito पक्ववट pakvavaṭa-, un composto tra le parole pakva, che vuol dire "cotto", e vaṭa, che vuol dire "piccolo grumo". In alternativa, si pensa che la parola possa derivare da vaṭaka, "un tortino rotondo fatto di legumi fritto col burro".
Alcune divergenze per ciò che comporta la traslitterazione sono sorte riguardo alla terza consonante della parola, la r. Il suono della monovibrante retroflessa ɽ viene scritto in hindi con la lettera dell'alfabeto devanagari ड़, ed in urdu con la lettera arabo-persiana ڑ. Sebbene nell'alfabeto internazionale per la traslitterazione del sanscrito la lettera hindi ड़ venga scritta come <ṛ>, le più popolari e meno standard traslitterazioni della hindi prediligono il suono <d>, poiché esso deriva etimologicamente da ड, ɖ. Il ricorrere di questo uso consonantico nella parola pakora ha dato adito a due pronunce alternative all'estero, pakoda che riflette l'etimologia, pakora che riflette la fonologia.